# Rebelion
Rebelion – zespół reggae z Brodnicy założony w 1992 roku z inicjatywy trzech muzyków, którzy do dziś stanowią trzon zespołu: Bartek Karwat, Piotr Piórkowski i Tomasz Ciechanowski. Od lipca 2005 na stałe do nowego składu weszli: Paweł Jagła i Adrian Plewniok.
Zespół ma charakterystyczny styl muzyczny – mocne brzmienie unisona basu i gitar, rytmy grane w stylu roots reggae.

## Osiągnięcia
Pierwsze miejsca na przeglądach muzycznych np. Katar, Aleksandrowska GITARIADA, Chełmno, Brodnica, nagrody publiczności za najlepszą muzykę. Emisje nagrań na antenie BBC2 w Wielkiej Brytanii, radiowej Trójce, radiu PiK, udział w programach muzycznych TVP1, TVP Bydgoszcz, kilkaset koncertów zagranych w kraju i zagranicą (Dania).

## Skład
- Piotr Piórkowski – śpiew.
- Bartosz Karwat – perkusja.
- Tomasz Ciechanowski – gitara.
- Paweł Jagła – gitara.
- Adrian Plewniok – bas.

W składzie występowali także:
- Jaroslaw Salej (keyboard).
- Robert Kuciński (perkusja, śpiew).
- Sławomir Gronżalski (bas).
- Maciej Sawicki (kongi).

## Nagrania
- 1996 rok – singel nagrany w Olsztyńskim studio.
- 1997 rok – „Rebel Man” – nagranie live z koncertu w Klubie Muzycznym Piano.
- 1998 rok – singel ze studia w radio Inowrocław.
- 2000 rok – „Live in Proxima” – nagranie live z koncertu w klubie Proximia w Warszawie.
- 2006 rok – nagranie live audio i wideo z koncertu w Klubie Muzycznym Piano.
- 2019 rok - Plyta "ZAKAPELE"